# Aulotarache kutchensis
Aulotarache kutchensis är en fjärilsart som beskrevs av Embrik Strand 1917. Aulotarache kutchensis ingår i släktet Aulotarache och familjen nattflyn. Inga underarter finns listade i Catalogue of Life.